# Piragüisme als Jocs Olímpics d'estiu de 2024 - C-1 200m Femení
La prova de C-1 200m femenina de Piragüisme en aigües tranquil·les als Jocs Olímpics de París 2024 serà la 2a edició de l'esdeveniment en unes Olimpíades. La prova es disputarà entre el 6 i el 8 d'agost del 2024 a l'Estadi nàutic olímpic de l'Illa de França, situat al municipi francès de Vaires-sur-Marne.
L'estatunidenca Nevin Harrison és la única i vigent campiona de la disciplina olímpica després de guanyar la medalla d'or als Jocs Olímpics de Tòquio 2020. La medalla de plata fou per la canadenca Laurence Vincent-Lapointe i la medalla de bronze la va aconseguir la ucraïnesa Liudmyla Luzan.

## Format
El sistema de competició consisteix en un format de 4 rondes (preliminars, quarts de final, semifinals i final), on les piragüistes competiran entre elles per anar avançant en les diferents curses. Les classificacions de cada ronda depenen en les embarcacions de cada cursa i de la posició final. La distància que hauran de recórrer són 200 metres en una canoa individual i les 3 primeres piragüistes que quedin en les primeres posicions a la final, guanyaran les medalles.

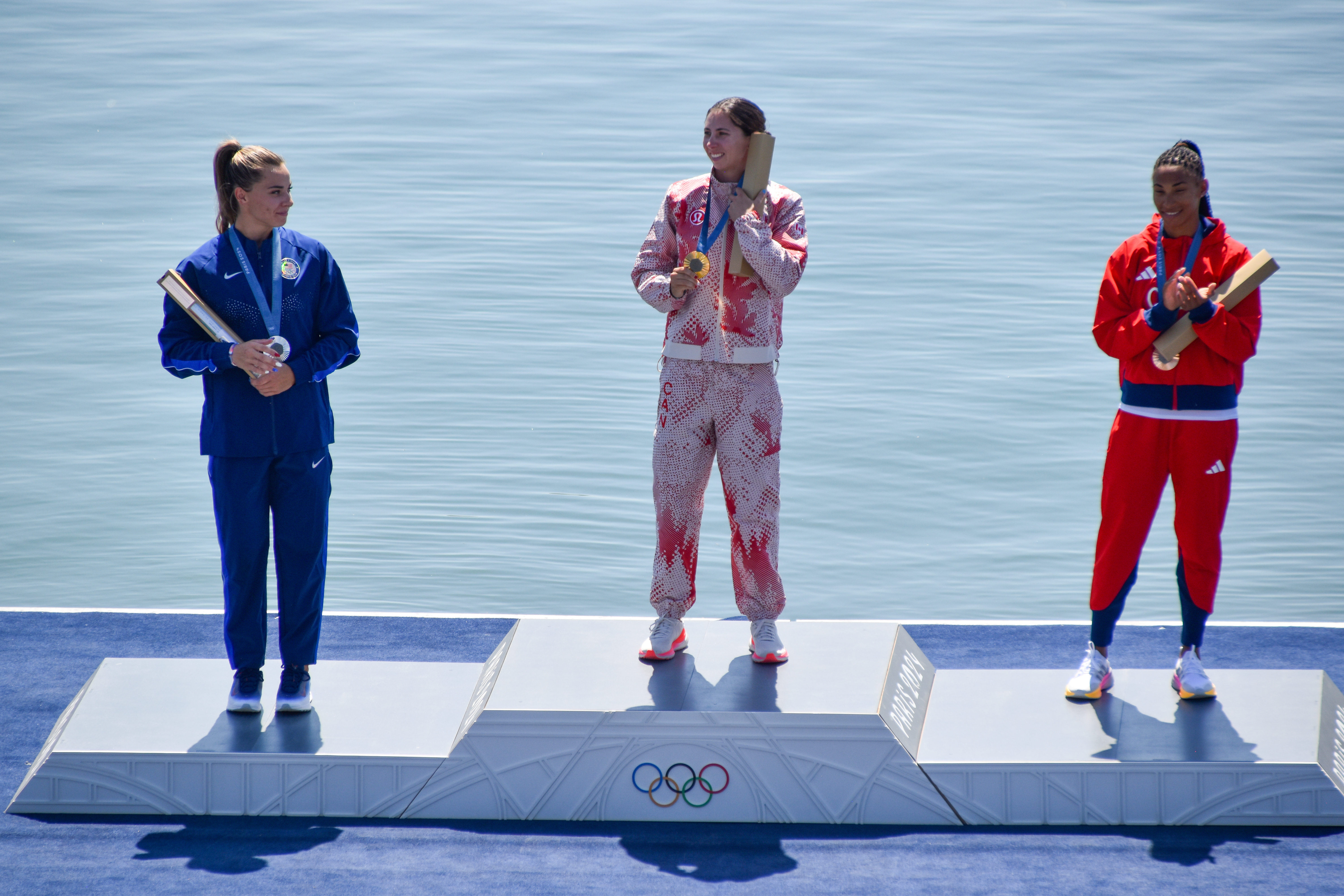
Podi de la prova

## Classificació
14 piragüistes s'han classificat per la prova olímpica. França, com a país amfitrió, ja estava classificada. Les 8 primeres places es van atorgar en el Campionat del Món de Piragüisme en aigües tranquil·les que es va disputar a Duisburg entre el 23 i el 27 d'agost del 2023. La resta de places s'han guanyat en les competicions continentals repartides de la següent manera: 2 places cadascuna per Europa, Panamèrica i Àsia i 1 plaça per Àfrica i Oceania. Les places s'han assignat als països i després han estat les federacions nacionals qui han corroborat, o no, l'atleta classificat.
| Esdeveniment             | Data                  | Places | País         | Atleta classificada |
| ------------------------ | --------------------- | ------ | ------------ | ------------------- |
| País amfitrió            | -                     | 1      | França       |                     |
| Campionat del Món        | 23 - 27 agost 2023    | 8      | Cuba         |                     |
| Campionat del Món        | 23 - 27 agost 2023    | 8      | Espanya      |                     |
| Campionat del Món        | 23 - 27 agost 2023    | 8      | Xina         |                     |
| Campionat del Món        | 23 - 27 agost 2023    | 8      | Estats Units |                     |
| Campionat del Món        | 23 - 27 agost 2023    | 8      | Xile         |                     |
| Campionat del Món        | 23 - 27 agost 2023    | 8      | Canadà       |                     |
| Campionat del Món        | 23 - 27 agost 2023    | 8      | Ucraïna      |                     |
| Campionat del Món        | 23 - 27 agost 2023    | 8      | Polònia      |                     |
| Classificació Àfrica     | 23 - 26 novembre 2023 | 1      | Senegal      |                     |
| Classificació Oceania    | 14 - 18 febrer 2024   | 1      | Guam         |                     |
| Classificació Àsia       | 18 - 21 abril 2024    | 2      | Uzbekistan   |                     |
| Classificació Àsia       | 18 - 21 abril 2024    | 2      | Vietnam      |                     |
| Classificació Panamèrica | 26 - 28 abril 2024    | 2      | Brasil       |                     |
| Classificació Panamèrica | 26 - 28 abril 2024    | 2      | Colòmbia     |                     |
| Classificació Europa     | 8 - 9 maig 2024       | 2      | Hongria      |                     |
| Classificació Europa     | 8 - 9 maig 2024       | 2      | Rússia       |                     |

## Medaller històric
| Posició | País         | Or | Argent | Bronze | Total |
| ------- | ------------ | -- | ------ | ------ | ----- |
| 1       | Estats Units | 1  | 0      | 0      | 1     |
| 2       | Canadà       | 0  | 1      | 0      | 1     |
| 3       | Ucraïna      | 0  | 0      | 1      | 1     |